# Wilhelm Christens
Wilhelm Christens (* 25. Januar 1878 in Düsseldorf; † 17. März 1964 ebenda) war ein deutscher Landschafts-, Porträt- und Stilllebenmaler sowie Grafiker der Düsseldorfer Schule. Außerdem wirkte er als Restaurator.

## Leben
Wilhelm Christens studierte zunächst an der Kunstgewerbeschule Karlsruhe, danach bis 1903 an der Kunstakademie Düsseldorf, wo Peter Janssen der Ältere, Eduard von Gebhardt, Fritz Roeber und Willy Spatz seine Lehrer waren. Er wurde Mitglied der Freien Vereinigung Düsseldorfer Künstler. Studienreisen führten ihn nach München, Paris, Berlin und in die Niederlande. Ab 1904 stellte er auf großen Ausstellungen in Düsseldorf und München aus. Im Jahre 1904 erwarb der Kunstverein für die Rheinlande und Westfalen sein Gemälde Die Kartoffelschälerin. Als sein Hauptwerk betrachtete er eine Bacchantin, die 1911 in Düsseldorf im Kunstpalast ausgestellt war. 